# Nasarbajew-Zentrum

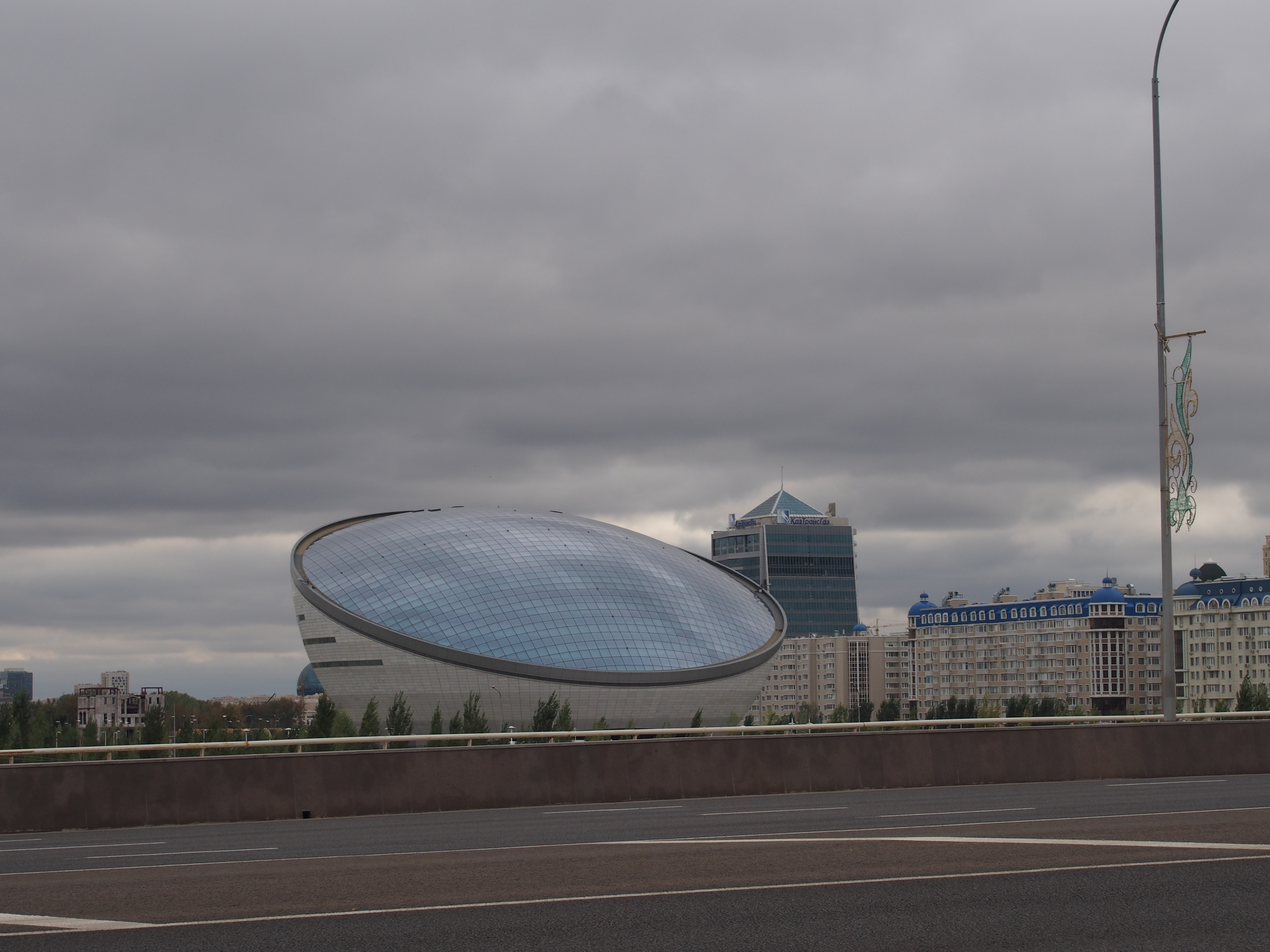
Das Nasarbajew-Zentrum 2017

Das Nasarbajew-Zentrum ist ein Kulturzentrum im Zentrum der kasachischen Hauptstadt Astana. Das 2012 gegründete Institut umfasst eine Bibliothek und mehrere Ausstellungen. Namensgeber und Auftraggeber des Projektes ist der kasachische Präsident Nursultan Nasarbajew. Jährlich besuchen mehr als 200.000 Menschen die Einrichtung.

## Gebäude
Das Gebäude befindet sich zwischen dem Präsidentenpalast und der Pyramide des Friedens und der Eintracht. Entworfen wurde das Gebäude, wie so viele in Nursultan, vom britischen Architekten Sir Norman Foster. Das Dach des modernen Gebäudes ist nach Norden, hin zum Präsidentenpalast geneigt und besteht aus 15 mm dicken Glasplatten. Die Gesamtfläche des Komplexes beträgt mehr als 30.000 Quadratmeter.

## Bibliothek
In der sogenannten Bibliothek des ersten Präsidenten Kasachstans finden sich circa 25.000 Bücher. Die Bibliothek mit ihren Leseräumen ist der Öffentlichkeit an Werktagen zugänglich.

## Ausstellung
Im angeschlossenen Museum werden Ausstellungsstücke zur Geschichte Kasachstans präsentiert. Hierbei steht vor allem die Person Nasarbajew im Vordergrund. Zu den Ausstellungsstücken zählen beispielsweise Geschenke von anderen Staatsoberhäuptern, Orden oder persönliche Gegenstände des Präsidenten. Zudem gibt es in dem Zentrum immer wieder Sonderausstellungen, wie beispielsweise die Ausstellung Der Präsident und Astana, die im Jahr 2017 die Entwicklung der Hauptstadt Nursultan unter Nasarbajew beleuchtete.
Ziel des Museums ist eine patriotische Erziehung junger Menschen. Zu diesem Zweck werden immer wieder Exkursionen oder Bildungsseminare organisiert.